# Inclinação orbital

Fig. 1: Inclinação orbital representada por i (verde escuro), juntamente com outros parâmetros orbitais fundamentais

A inclinação orbital mede a inclinação da órbita de um objeto em torno de um corpo celeste. É expresso como o ângulo entre um plano de referência e o plano orbital ou eixo de direção do objeto em órbita.
Para um satélite orbitando a Terra diretamente acima do Equador, o plano da órbita do satélite é o mesmo que o plano equatorial da Terra, e a inclinação orbital do satélite é 0°. O caso geral para uma órbita circular é que ela é inclinada, passando metade de uma órbita sobre o hemisfério norte e metade sobre o sul. Se a órbita oscilasse entre 20° de latitude norte e 20° de latitude sul, então sua inclinação orbital seria de 20°.

## Órbitas
A inclinação é um dos seis elementos orbitais que descrevem a forma e a orientação de uma órbita celeste. É o ângulo entre o plano orbital e o plano de referência, normalmente expresso em graus. Para um satélite orbitando um planeta, o plano de referência é geralmente o plano que contém o Equador do planeta. Para planetas do Sistema Solar, o plano de referência é geralmente a eclíptica, o plano em que a Terra orbita o Sol. Este plano de referência é mais prático para observadores terrestres. Portanto, a inclinação da Terra é, por definição, zero.
A inclinação pode ser medida em relação a outro plano, como o equador do Sol ou o plano invariável (o plano que representa o momento angular do Sistema Solar, aproximadamente o plano orbital de Júpiter).

### Satélites naturais e artificiais
A inclinação das órbitas de satélites naturais ou artificiais é medida em relação ao plano equatorial do corpo que orbitam, se orbitam suficientemente perto. O plano equatorial é o plano perpendicular ao eixo de rotação do corpo central.
Uma inclinação de 30° também pode ser descrita usando um ângulo de 150°. A convenção é que a órbita normal é progressiva, uma órbita na mesma direção em que o planeta gira. Inclinações superiores a 90° descrevem órbitas retrógradas. Por isso:
- Uma inclinação de 0° significa que o corpo em órbita tem uma órbita progressiva no plano equatorial do planeta.
- Uma inclinação maior que 0° e menor que 90° também descreve uma órbita progressiva.
- Uma inclinação de 63.4° é muitas vezes chamada de inclinação crítica, ao descrever satélites artificiais que orbitam a Terra, porque eles têm zero apogeu.[3]
- Uma inclinação de exatamente 90° é uma órbita polar, na qual a espaçonave passa sobre os polos do planeta.
- Uma inclinação maior que 90° e menor que 180° é uma órbita retrógrada.
- Uma inclinação de exatamente 180° é uma órbita equatorial retrógrada.

Para luas geradas por impacto de planetas terrestres não muito distantes de sua estrela, com uma grande distância planeta-lua, os planos orbitais das luas tendem a ser alinhados com a órbita do planeta ao redor da estrela devido às marés da estrela, mas se a distância planeta-lua for pequena, pode ser inclinada. Para os gigantes gasosos, as órbitas das luas tendem a estar alinhadas com o equador do planeta gigante, porque estes se formaram em discos circumplanetários. Estritamente falando, isso se aplica apenas a satélites regulares. Corpos capturados em órbitas distantes variam amplamente em suas inclinações, enquanto corpos capturados em órbitas relativamente próximas tendem a ter baixas inclinações devido a efeitos de maré e perturbações por grandes satélites regulares.

### Exoplanetas e sistemas estelares múltiplos
A inclinação de exoplanetas ou membros de múltiplas estrelas é o ângulo do plano da órbita em relação ao plano perpendicular à linha de visão da Terra ao objeto.
- Uma inclinação de 0° é uma órbita de face, o que significa que o plano da órbita do exoplaneta é perpendicular à linha de visão com a Terra.
- Uma inclinação de 90° é uma órbita de borda, o que significa que o plano da órbita do exoplaneta é paralelo à linha de visão com a Terra.

Como a palavra "inclinação" é usada em estudos de exoplanetas para essa inclinação da linha de visão, o ângulo entre a órbita do planeta e o eixo de rotação de sua estrela é expresso usando o termo "ângulo de rotação da órbita" ou "alinhamento da órbita de rotação". Na maioria dos casos, a orientação do eixo de rotação da estrela é desconhecida.
Como o método da velocidade radial encontra mais facilmente planetas com órbitas mais próximas da borda, a maioria dos exoplanetas encontrados por esse método tem inclinações entre 45° e 135°, embora na maioria dos casos a inclinação não seja conhecida. Consequentemente, a maioria dos exoplanetas encontrados pela velocidade radial tem massas verdadeiras não mais que 40% maiores que suas massas mínimas. Se a órbita estiver quase de frente, especialmente para superjúpiter detectados pela velocidade radial, então esses objetos podem ser anãs marrons ou mesmo anãs vermelhas. Um exemplo particular é o HD 33636 B, que tem massa real de 142 MJ, correspondendo a uma estrela M6V, enquanto sua massa mínima era de 9.28 MJ.
Se a órbita estiver quase de lado, então o planeta pode ser visto transitando sua estrela.

## Cálculo

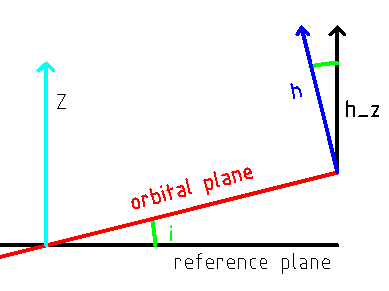
Componentes do cálculo da inclinação orbital do vetor momento

Em astrodinâmica, a inclinação {\displaystyle i} pode ser calculada a partir do vetor momento orbital {\displaystyle h} (ou qualquer vetor perpendicular ao plano orbital) como
{\displaystyle i=\arccos {h_{z} \over \left|h\right|}}
onde {\displaystyle h_{z}} é o componente z de {\displaystyle h}.
A inclinação mútua de duas órbitas pode ser calculada a partir de suas inclinações para outro plano usando a regra do cosseno para ângulos.

## Observações e teorias
A maioria das órbitas planetárias no Sistema Solar têm inclinações relativamente pequenas, tanto em relação umas às outras quanto ao equador do Sol:
| Planetas terrestres | Mercúrio | 7,01°  | 3,38°  | 6,34°  |
| Planetas terrestres | Vênus    | 3,39°  | 3,86°  | 2,19°  |
| Planetas terrestres | Terra    | 0      | 7,155° | 1,57°  |
| Planetas terrestres | Marte    | 1,85°  | 5,65°  | 1,67°  |
| Gigantes gasosos    | Júpiter  | 1,31°  | 6,09°  | 0,32°  |
| Gigantes gasosos    | Saturno  | 2,49°  | 5,51°  | 0,93°  |
| Gigantes gasosos    | Urano    | 0,77°  | 6,48°  | 1,02°  |
| Gigantes gasosos    | Netuno   | 1,77°  | 6,43°  | 0,72°  |
| Planetas menores    | Plutão   | 17,14° | 11,88° | 15,55° |
| Planetas menores    | Ceres    | 10,59° | —      | 9,20°  |
| Planetas menores    | Palas    | 34,83° | —      | 34,21° |
| Planetas menores    | Vesta    | 5,58°  | —      | 7,13°  |

Por outro lado, os planetas anões Plutão e Éris têm inclinações para a eclíptica de 17° e 44° respectivamente, e o grande asteroide Palas tem uma inclinação de 34°.
Em 1966, Peter Goldreich publicou um artigo clássico sobre a evolução da órbita da Lua e das órbitas de outras luas do Sistema Solar. Ele mostrou que, para cada planeta, há uma distância tal que as luas mais próximas do planeta do que essa distância mantêm uma inclinação orbital quase constante em relação ao equador do planeta (com uma precessão orbital principalmente devido à influência das marés do planeta), enquanto as luas mais distantes mantêm uma inclinação orbital quase constante em relação à eclíptica (com a precessão devido principalmente à influência das marés do Sol). As luas da primeira categoria, com exceção da lua de Netuno, Tritão, orbitam perto do plano equatorial. Ele concluiu que essas luas se formaram a partir de discos de acreção equatorial. Mas ele descobriu que nossa lua, embora já estivesse dentro da distância crítica da Terra, nunca teve uma órbita equatorial como seria de esperar de vários cenários para sua origem. Isso é chamado de problema da inclinação lunar, para o qual várias soluções foram propostas desde então.

## Outro significado
Para planetas e outros corpos celestes em rotação, o ângulo do plano equatorial em relação ao plano orbital, como a inclinação dos polos da Terra em direção ou para longe do Sol, às vezes também é chamado de inclinação, mas termos menos ambíguos são inclinação axial ou obliquidade.